# Teixeira de Aragão
Augusto Carlos Teixeira de Aragão ComA • CavC • Cav TE (Lisboa, 15 de junio de 1823 - Lisboa, 29 de abril de 1903), fue un militar portugués, médico, numismático, arqueólogo e historiador. Como oficial del ejército portugués, se retiró del rango de general. Se considera uno de los "padres" de la numismática en el país.

## Biografía
Él era el hijo de José María Teixeira Aragão y su esposa, Mariana Hermógenes da Silva.
Se graduó en medicina, habiendo alcanzado el cargo de Cirujano-mor en jefe del Ejército portugués.
Como un cirujano en la parroquia de  Melides condado de Santiago do Cacém, llamó e hizo parte de la comisión de la providencia y ayudar a los necesitados y se produjo afectados por la epidemia de disentería en 1849.
Se desempeñó como Director del Hospital Militar de Tavira.
Desde temprana edad se dedicó a recoger lo que numismática, junto con su extraordinaria actividad intelectual y una amistad con Luis I de Portugal, que le permitió adentrarse en profundidad en este campo de la ciencia.
En la década de 1860 fue el responsable de la obra de un redescubrimiento de la zona arqueológica de la ciudad romana de Balsa en Tavira.
En 1867, actuando como Secretario de la Oficina del Palacio de Ajuda, fue el responsable de la organización, catalogación y exposición del Museo de Antigüedades de Ayuda, donde se reunieron piezas de gran valor que pertenecen al tesoro de la casa real portuguesa, los conventos extinguidos y individuos. También llevó a la adquisición de nuevas piezas. Durante el desempeño de estas funciones se le encomendó la tarea de llevar el objeto de la colección real portuguesa en la Exposición Universal de París (1867), y la "Comisión de l'histoire du Travail", esta exposición atribuido a la colección de medallas de oro. Durante el período de exposición tuvieron la oportunidad de ponerse en contacto con las personalidades más reconocidas del mundo en el campo de la numismática.
En 1870 publicó la Descrição Histórica das Moedas Romanas Existentes no Gabinete Numismático de sua Majestade El-Rei O Senhor D. Luiz I. Un año más tarde fue admitido como miembro correspondiente del Instituto Histórico y Geográfico Brasileño, en el informe favorablemente sobre esta obra, publicada por la Comisión y Ethnographia Archeologia.
En 1874 se unió a la Sociedad Histórica de la Independencia de Portugal-SHIP, después de haber ocupado el cargo de vice-tesorero del Comité Central del 1 de diciembre de 1640.
Se hizo pública en 1875 el primero de tres volúmenes de la obra monumental de la Información y las monedas históricas datadas en el nombre de reyes, gobernantes y de los Gobernadores de Portugal. Teixeira de Aragão llegó a la planificación de un cuarto volumen de esta obra, que incluyen las monedas de Brasil y África Occidental Portuguesa, que no llegó a materializarse.
En el mismo año formó parte de la Comisión de la Real Academia de Bellas Artes, designados por el Gobierno de la época, con el objetivo de plantear la reforma de la educación de Bellas Artes, el plan para la organización de los museos, y el servicio de los monumentos históricos y la arqueología.
Reproducido en el diseño exacto de la Medalla de Olhão concedida a los olhanenses por el entonces príncipe regente D. Juan
Fue elegido miembro de la sección de Historia y Arqueología de la Real Academia de Ciencias de Lisboa el 28 de diciembre de 1876.
En 1877 participó en la conferencia arqueológica de Citânia de Briteiros en Guimarães.
En 1880, se convirtió en miembro de la comisión creada por la Real Asociación de Arquitectos y Civiles Archeologos Portugués (RAACAP), cuyo objetivo principal estaba relacionada con el tema de la equidad mediante la celebración de exposiciones a los gobiernos sobre la conservación de monumentos históricos.
En el año 1881 formó parte del comité organizador nominado para el Salón de exposiciones Préstamo Especial de Arte Decorativo español y portugués en el South Kensington Museum en Londres.
Él era un miembro de la Sociedad Geográfica de Lisboa, la "Société Française de Numismatique" y de la Comisión de Antigüedades de la "Real Academia de la Historia de Madrid". En Brasil, fue admitido como consejero del Instituto Histórico y Geográfico de São Paulo.

## Obras
- As minhas ferias. Lisboa: Typographia da Academia das Bellas Artes, 1843. 64p.
- Vidigueira: Fragmentos históricos (enlace roto disponible en Internet Archive; véase el historial, la primera versión y la última).. Beja: O Bejense, 1861.
- Vidigueira: Convento do Carmo (enlace roto disponible en Internet Archive; véase el historial, la primera versión y la última).. Beja: O Bejense, 1861.
- Description des Monnaies, Médailles et Autres Objets D'Art Concernant L'Histoire Portugaise. Paris: Imprimerie Administrative de Paul Dupont, 1867. 171p.
- Notes sur quelques numismates portugais des XVIIe, XVIIIe et XIXe siècles : lettre a M. le vicomte de Ponton d'Amécourt. Paris: Pillet, 1867.
- Relatório sobre o Cemitério Romano Descoberto próximo da cidade de Tavira em Maio de 1868. Lisboa: Imprensa Nacional, 1868. 20p.
- Catálogo descriptivo das moedas e medalhas portuguezas que formam parte da colecção do Visconde de Sanches de Baena. Lisboa: Typographia de Castro Irmão, 1869.
- Descripção Histórica das Moedas Romanas existentes no Gabinete Numismático de sua Magestade EL-Rei O Senhor Dom Luiz I. Typographya Universal, 1870. 640p.
- D. Vasco da Gama e a Villa da Vidigueira D. Vasco da Gama e a Villa da Vidigueira. Lisboa: Typographya Universal, 1871.
- Typos politicos: Mestre Manoel Camões. Lisboa: Almanach Arsejas - Liv. Arsejas, 1872.
- Descrição geral e histórica das moedas cunhadas em nome dos reis, regentes e governadores de Portugal (Tomo I). Lisboa: Imprensa Nacional, 1875. 538p.
- Descrição geral e histórica das moedas cunhadas em nome dos reis, regentes e governadores de Portugal (Tomo II).Lisboa: Imprensa Nacional, 1877. 578p.
- Descrição geral e histórica das moedas cunhadas em nome dos reis, regentes e governadores de Portugal (Tomo III). Lisboa: Imprensa Nacional, 1880. 714p.
- Revista Militar Tomo XXXVIII. Lisboa, 1886.P548-551
- Vasco da Gama e a Vidigueira: Estudo historico. Lisboa: Imprensa Nacional, 1887. 164p.
- Anneis: Estudo (enlace roto disponible en Internet Archive; véase el historial, la primera versión y la última).. Lisboa: Typographia da Academia Real das Sciencias, 1887. 25 p.
- Breve noticia sobre o descobrimento da América. Lisboa: Typographya da Academia Real das Sciencias, 1892. 80p.
- Catálogo dos objectos de arte e industria dos indígenas da América que, pelas festas commemorativas do 4.º centenário da sua descoberta, a Academia Real das Sciencias de Lisboa envia à Exposição de Madrid (enlace roto disponible en Internet Archive; véase el historial, la primera versión y la última).. Lisboa: Typographya da Academia Real das Sciencias, 1892. 44p.
- Diabruras, santidades e prophecias. Lisboa: Typographya da Academia Real das Sciencias, 1894. 151p.
- Antiguidades romanas de Balsa. Lisboa: O Archeologo Português, 1896.N.º2.p55-57.
- Memoria historica sobre os Palacios da residencia dos V. Reys da India. Manuscrito.

## Condecoraciones y distinciones
- Caballero de la Orden Militar de la Torre y la Espada, Valor, Lealtad y Mérito (1868).
- Caballero de la Orden de Cristo
- Comendador de la Orden de Avis (1870).
- Caballero de la Orden de Avis (1874).
- Medalla Teixeira de Aragão - acuñado por la Sociedad Portuguesa de Numismática en el año 1963 de bronce patinado, con un diámetro de 70 mm y peso de 163g.
- Plaza Dr. Teixeira de Aragão, en la parroquia de Benfica, en Lisboa
- Cartas[11]
- Exposiciones[12]
- Artículos de prensa[13]
- Artículos de libros[14]